# Williston Park
Williston Park és una població dels Estats Units a l'estat de Nova York. Segons el cens del 2000 tenia 7.261 habitants.

## Demografia
Segons el cens del 2000, Williston Park tenia 7.261 habitants, 2.612 habitatges, i 1.959 famílies. La densitat de població era de 4.450 habitants per km².
Dels 2.612 habitatges en un 33,2% hi vivien nens de menys de 18 anys, en un 61,9% hi vivien parelles casades, en un 9,9% dones solteres, i en un 25% no eren unitats familiars. En el 20,9% dels habitatges hi vivien persones soles l'11,8% de les quals corresponia a persones de 65 anys o més que vivien soles. El nombre mitjà de persones vivint en cada habitatge era de 2,77 i el nombre mitjà de persones que vivien en cada família era de 3,27.
Per edats la població es repartia de la següent manera: un 23,3% tenia menys de 18 anys, un 6,8% entre 18 i 24, un 30,1% entre 25 i 44, un 23,7% de 45 a 60 i un 16,2% 65 anys o més.
L'edat mediana era de 39 anys. Per cada 100 dones de 18 o més anys hi havia 85,4 homes.
La renda mediana per habitatge era de 70.737 $ i la renda mediana per família de 83.223 $. Els homes tenien una renda mediana de 52.445 $ mentre que les dones 37.220 $. La renda per capita de la població era de 29.521 $. Entorn del 0,3% de les famílies i l'1,9% de la població estaven per davall del llindar de pobresa.